# ГТ-Т

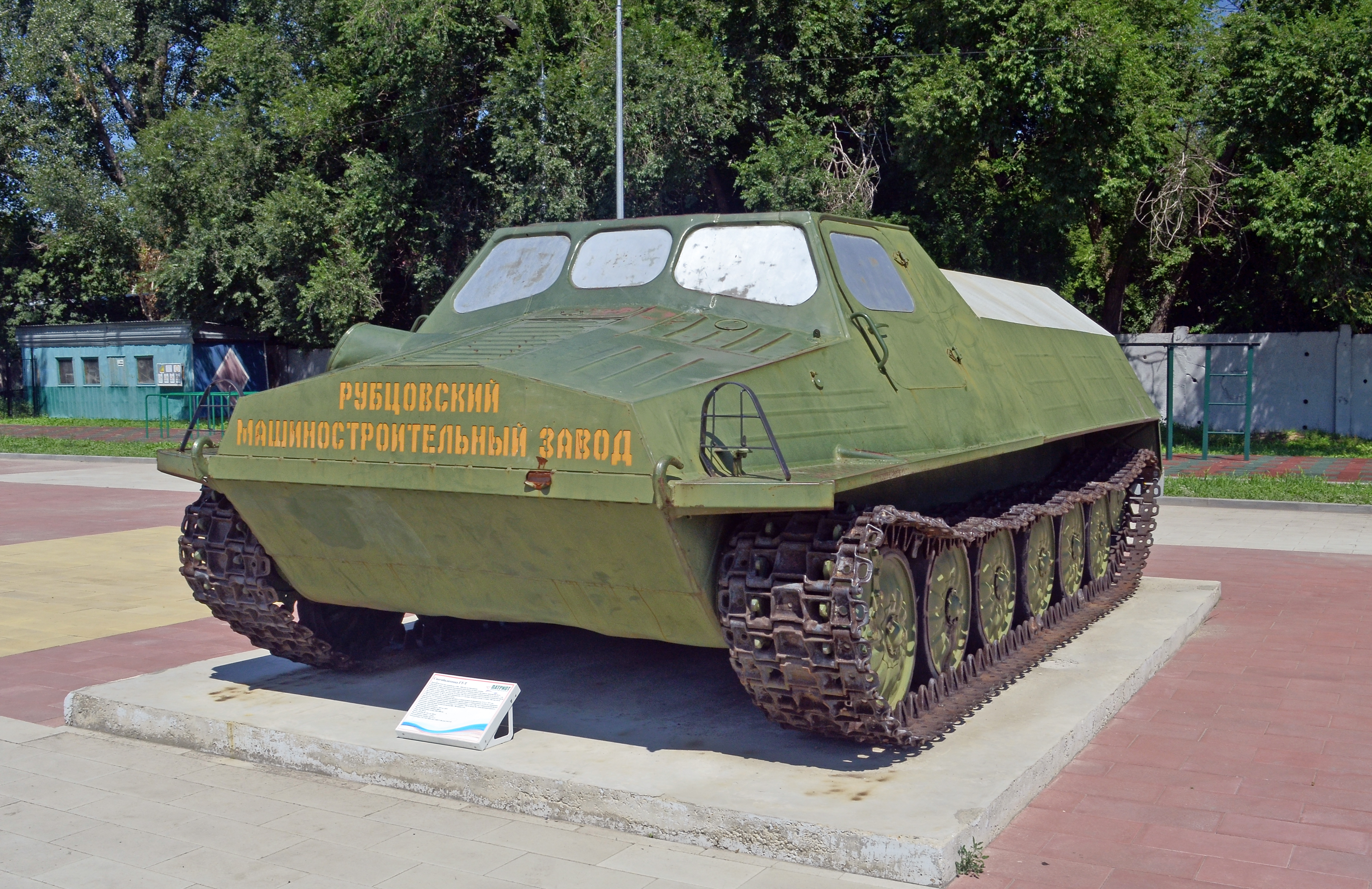
ГТ-Т парк Патриот в Рубцовске.

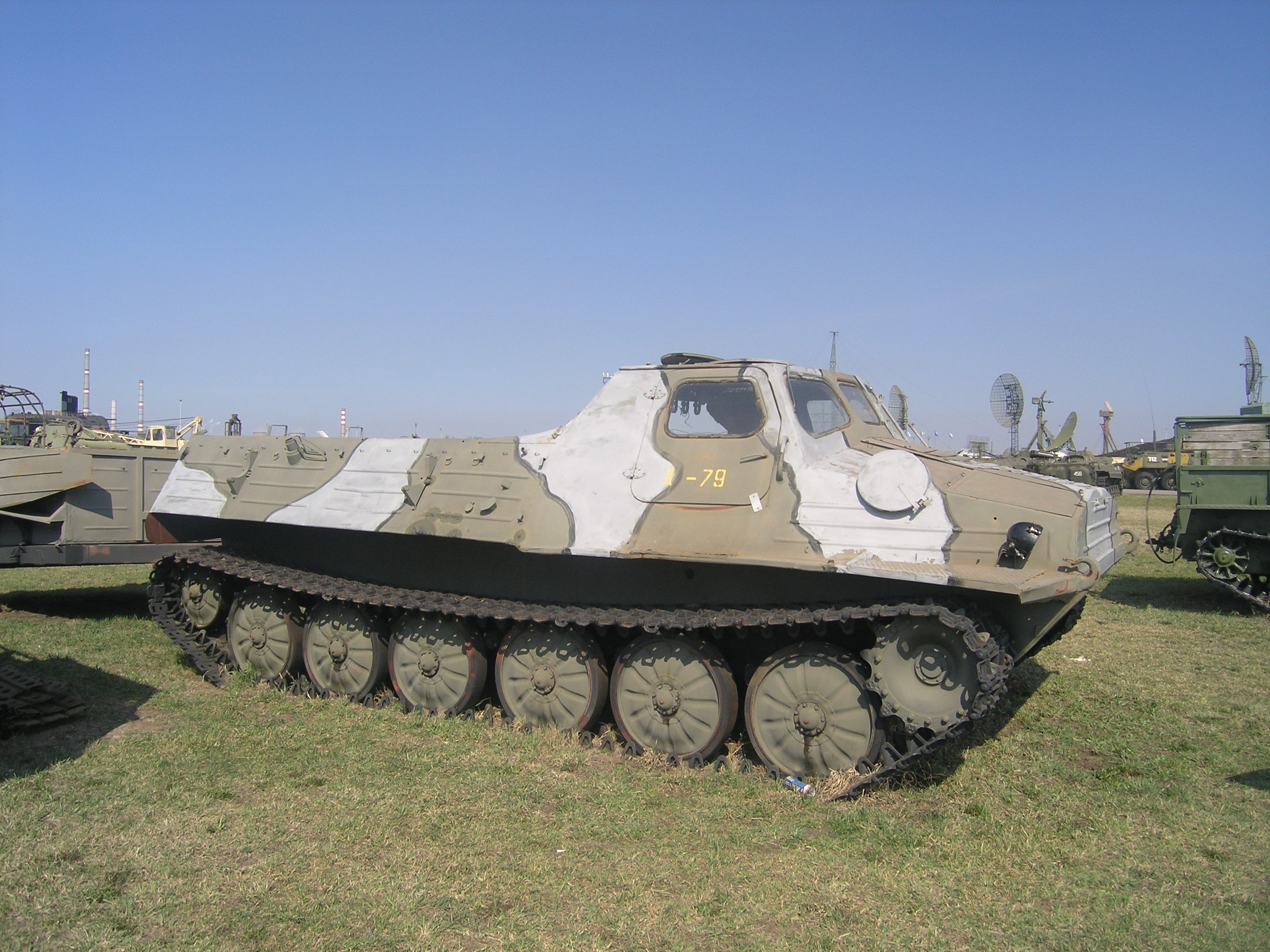
ГТ-Т в Техническом музее имени К. Г. Сахарова

ГТ-Т (в производстве —изделие 21) — советский гусеничный транспортёр-тягач.
Разработан в конце 1950-х годов. Предназначен для транспортировки людей и грузов в условиях бездорожья, снежных заносов, на сильно пересечённой местности с наличием глубоких водных преград и мелкой растительности. ГТ-Т может эксплуатироваться в зимнее время при экстремальных температурах. Широко применялся в Советской армии, на флоте, пограничных войсках СССР. Имеет независимую торсионную подвеску.
Выпуск ГТ-Т послужил причиной прекращения разработки ряда колёсных вездеходов в СССР (ЗИЛ-Э167 и подобных).

## История
Транспортёр-тягач был разработан в 1958—1960 годах на Харьковском тракторном заводе. Производство изделия 21 решено было начать на новом, недавно построенном, Рубцовском машиностроительном заводе. В Рубцовске первые два корпуса транспортёра были изготовлены в конце 1961 года. В марте 1962 года сдан в эксплуатацию главный конвейер по их выпуску, а также собраны и сданы первые два изделия. В течение 1962 года была дополнительно изготовлена установочная партия ещё из пяти машин. В 1963 году объём производства ГТ-Т составил 10 машин в месяц, а к концу 1966 года достиг стабильного выпуска 110–120 машин в месяц.
В 1966—1970 годах на базе ГТ-Т была создана лесосплавная машина, экспонировавшаяся на ВДНХ СССР.
В 1968 году РМЗ приступил к организации филиала в Семипалатинске по производству ГТ-Т, а с 1977 года производство ГТ-Т и КПП было полностью передано в филиал завода в Семипалатинске. В 1978 году проводились пробеговые испытания первой машины, собранной в Семипалатинске. А в 1981 году Семипалатинский филиал приступил к серийному производству гусеничных ГТ-Т. В период с 1983 до начала 90-х годов ежегодный выпуск и реализация транспортёров-тягачей составляли 600—700 единиц в год.
В 1990-е годы шли работы над модернизацией гусеничного транспортера-тягача модели 21, двигатель В-6А заменили на более мощный двигатель ЯМЗ-238М2. Моторный отсек перенесли в среднюю часть машины, что позволило добиться равномерной развесовки. Разработали использование катков с максимально износостойким полиуретановым покрытием.
В 2007 году начат выпуск семикаткового транспортёра-тягача ГТ-ТБУ с увеличенной длиной грузовой площадки. Также современные модернизированные версии вездехода ГТ-Т (под собственным названием МСГ) выпускает компания «Гиртек», переделывая шасси (удлиняя до семи катков), устанавливая КМУ, буровую или же адаптируя вездеход под перевозки путем добавления пассажирского салона-КУНГа.

## Конструкция

### Корпус
Корпус ГТ-Т несущий, цельнометаллической сварной каркасной конструкции, с герметичным основанием и кузовом открытого типа. Корпус разделён на три отделения: моторно-трансмиссионное, кабину и кузов. В передней части корпуса расположено моторно-трансмиссионное отделение, отделённое от кабины перегородками и ограждениями двигателя, расположенного в центре кабины. Слева от него находится место механика-водителя с органами управления шасси. В средней части корпуса располагается четырёхместная кабина, а в кормовой части — кузов. Кабина и кузов не разделены между собой. Кузов мог закрываться тентом из специальной ткани.

### Двигатель и трансмиссия
В начальной версии ГТ-Т установлен 6-цилиндровый четырёхтактный дизельный двигатель В-6А мощностью 200 л.с., впоследствии замененный на ЯМЗ-238М2.
Трансмиссия механическая, двухпоточная, с двумя планетарно-фрикционными механизмами поворота. Имеет пять передних и одну заднюю передачу. Максимальная теоретическая скорость движения на пятой передней передаче составляет 45,5 км/ч. На задней передаче обеспечивается скорость движения до 6,54 км/ч

### Ходовая часть
Ходовая часть ГТ-Т состоит из шести пар обрезиненных опорных катков. В задней части машины находятся направляющие колёса, в передней — ведущие. Гусеничная лента состоит из 92 мелких звеньев с шарнирно-плавающими пальцами и цевочным зацеплением. Подвеска ГТ-Т — независимая торсионная. Движение на плаву обеспечивается гусеничным движителем. Для увеличения скорости на плаву используются съёмные гидродинамические щитки.

## Технические характеристики
- Температура эксплуатации от −45°С до +45°С
- Масса буксируемого прицепа 4000 кг
- База 3914 мм
- Внутренние размеры кузова 3500×1800 мм
- Запас хода 500 км
- Расход топлива 96–110 л на 100 км
- Число передач 5 вперёд + 1 назад
- Объём системы смазки двигателя 48 л
- Объём системы охлаждения двигателя 42 л
- Удельный расход топлива 185 г/л.с.ч.
- Аккумуляторы: 2 6СТЭН-140М, или 2 6МСТ-140, или 2 6СТ-190

## Модификации
- ГТ-ТБ — установлен дизельный двигатель ЯМЗ-238М2 мощностью 240 л. с. Грузоподъёмность возросла до 2500 кг, а максимальная скорость до 55 км/ч.
  - ГТ-ТБУ (2007 год) — шасси увеличено на один опорный каток. Грузоподъёмность возросла до 4000 кг, масса до 9000 кг. Размеры грузовой площадки (длина х ширина) 3600×1800 мм. Габаритные размеры (длина × ширина × высота) 7345×3140×2185 мм.
- ГТ-ТС — гусеничный снегоболотоходный седельный тягач, оборудован седельно-сцепным устройством с полуавтоматическим замочным механизмом от колёсного седельного тягача ЗИЛ-157В.

## Где можно увидеть
- Россия:
  - г. Кубинка — Парк «Патриот»
  - г. Верхняя Пышма — Музей военной техники «Боевая слава Урала»;
  - г. Тольятти — Технический музей имени К. Г. Сахарова.
  - г. Ноябрьск
  - г. Рубцовск
  - Youtube-канал "Полигон-98"